# Dr.-Erwin-Pröll-Warte

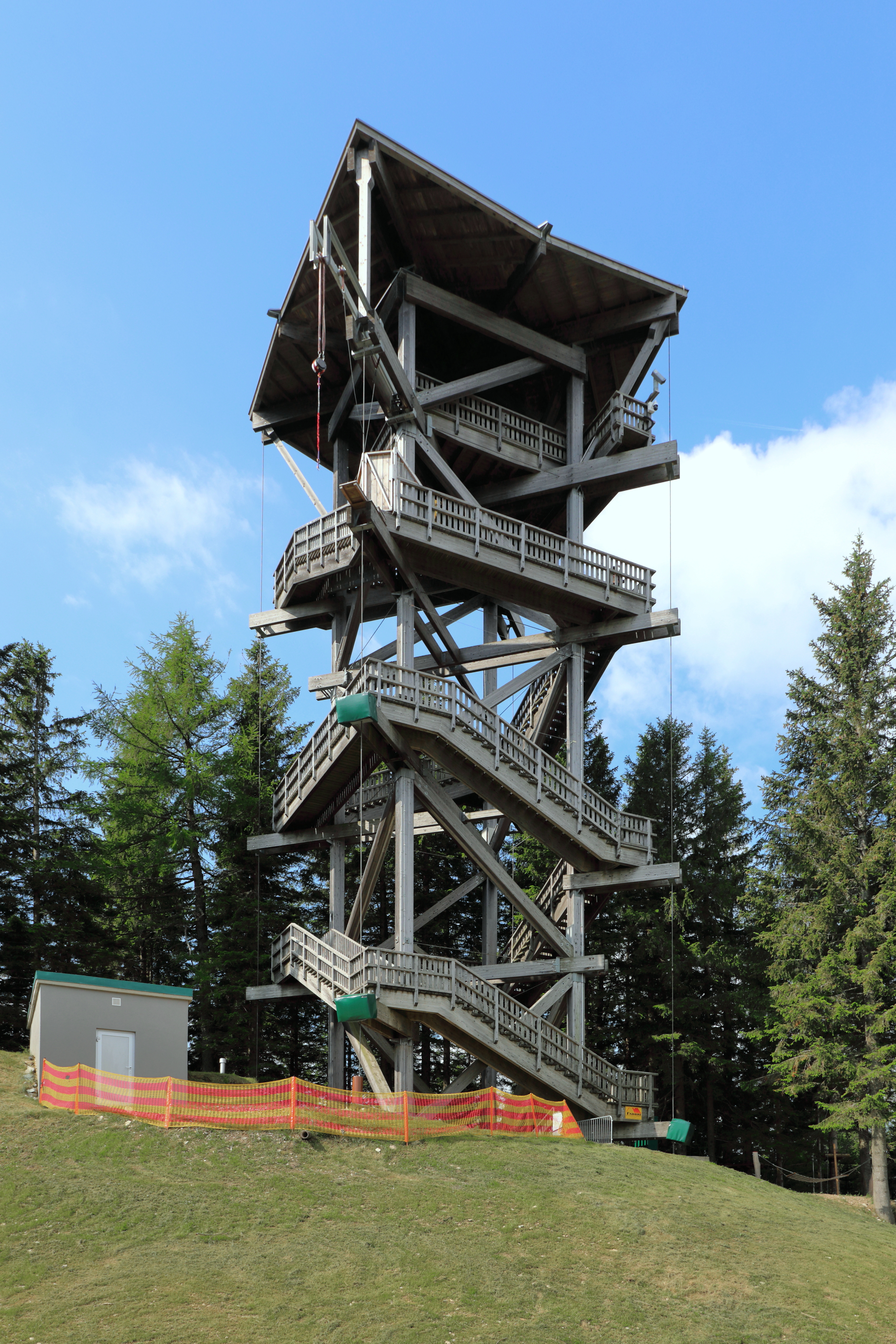
Die Dr.-Erwin-Pröll-Warte auf dem Hirschenkogel

Die Dr.-Erwin-Pröll-Warte (auch Milleniumswarte) ist eine Aussichtswarte auf dem Gipfel des Hirschenkogels (1340 m ü. A.) an der Grenze zwischen Niederösterreich und der Steiermark.
Die nach dem ehemaligen niederösterreichischen Landeshauptmann Erwin Pröll benannte Warte befindet sich in unmittelbarer Nähe des Liechtensteinhauses, einem Bergrestaurant. Die Holzkonstruktion wurde 1999 mit einer Gesamthöhe von 30,5 Meter erbaut, die Aussichtsplattform befindet sich auf 25 Meter Höhe. Anlässlich der Verleihung der Ehrenbürgerschaft der Gemeinde Semmering an Pröll im selben Jahr wurde die Warte nach ihm benannt.
Die Warte liegt am Niederösterreichischen Landesrundwanderweg, der über den Gipfel des Hirschenkogels führt. 
Die Aussicht reicht vom Semmering-Rax-Massiv und dem Blick zur Steiermark bis hin zum Wiener Becken und ins Burgenland zum Neusiedlersee.